# Monterrey Open 2019
Monterrey Open 2019, oficiálně se jménem sponzora Abierto GNP Seguros 2019, byl tenisový turnaj pořádaný jako součást ženského okruhu WTA Tour, který se odehrával v areálu tenisového oddílu Sierra Madre Tennis Club na otevřených dvorcích s tvrdým povrchem DecoTurf. Konal se mezi 1. až 7. dubnem 2019 v mexickém městě Monterrey jako jedenáctý ročník turnaje.
Událost s rozpočtem 250 000 dolarů patřila do kategorie WTA International Tournaments. Nejvýše nasazenou hráčkou ve dvouhře se stala světová čtyřka Angelique Kerberová z Německa, kterou v semifinále vyřadila Běloruska Viktoria Azarenková. Jako poslední přímá účastnice do dvouhry nastoupila 124. hráčka žebříčku Japonka Nao Hibinová.
Sedmý singlový titul na okruhu WTA Tour vybojovala Španělka Garbiñe Muguruzaová, která tak poprvé v kariéře obhájila turnajové vítězství. Druhou společnou trofej ze čtyřhry WTA si odvezla americká dvojice Asia Muhammadová a Maria Sanchezová.

## Distribuce bodů a finančních odměn

### Distribuce bodů
| Soutěž  | vítězky | finalistky | semifinalistky | čtvrtfinalistky | 16 v kole | 32 v kole | Q  | Q3 | Q2 | Q1 |
| ------- | ------- | ---------- | -------------- | --------------- | --------- | --------- | -- | -- | -- | -- |
| dvouhra | 280     | 180        | 110            | 60              | 30        | 1         | 18 | 14 | 10 | 1  |
| čtyřhra | 280     | 180        | 110            | 60              | 1         | —         | —  | —  | —  | —  |

### Finanční odměny
| Soutěž                                | vítězky | finalistky | semifinalistky | čtvrtfinalistky | 16 v kole | 32 v kole | Q3     | Q2   | Q1   |
| ------------------------------------- | ------- | ---------- | -------------- | --------------- | --------- | --------- | ------ | ---- | ---- |
| dvouhra                               | $43 000 | $21 400    | $11 300        | $5 900          | $3 310    | $1 925    | $1 005 | $730 | $530 |
| čtyřhra                               | $12 300 | $6 400     | $3 435         | $1 820          | $960      | —         | —      | —    | —    |
| částky ve čtyřhře jsou uváděny na pár |         |            |                |                 |           |           |        |      |      |

## Ženská dvouhra

### Nasazení
| Stát                           | Hráčka                     | WTA | Nasazení |
| ------------------------------ | -------------------------- | --- | -------- |
| Německo                        | Angelique Kerberová        | 4.  | 1.       |
| Španělsko                      | Garbiñe Muguruzaová        | 17. | 2.       |
| Rusko                          | Anastasija Pavljučenkovová | 33. | 3.       |
| USA                            | Alison Riskeová            | 45. | 4.       |
| Bělorusko                      | Viktoria Azarenková        | 46. | 5.       |
| Belgie                         | Kirsten Flipkensová        | 56. | 6.       |
| Francie                        | Kristina Mladenovicová     | 68. | 7.       |
| Slovensko                      | Magdaléna Rybáriková       | 73. | 8.       |
| Žebříček WTA k 18. březnu 2019 |                            |     |          |

### Jiné formy účasti
Následující hráčky obdržely divokou kartu do hlavní soutěže:
- Giuliana Olmosová
- Victoria Rodríguezová
- Renata Zarazúová

Následující hráčky postoupily z kvalifikace:
- Beatriz Haddad Maiová
- Miju Katová
- Kristína Kučová
- Sü Š'-lin

Následující hráčky postoupily z kvalifikace jako tzv. šťastné poražené:
- Gréta Arnová
- Elena-Gabriela Ruseová

### Odhlášení
před zahájením turnaje
- Eugenie Bouchardová → nahradila ji  Harriet Dartová
- Katie Boulterová → nahradila ji  Gréta Arnová
- Donna Vekićová → nahradila ji  Olga Danilovićová
- Wang Ja-fan → nahradila ji  Ivana Jorovićová
- Dajana Jastremská → nahradila ji  Misaki Doiová
- Věra Zvonarevová → nahradila ji  Elena-Gabriela Ruseová

### Skrečování
- Viktoria Azarenková (poranění pravého lýtka)

## Ženská čtyřhra

### Nasazení
| Stát                                                                       | Hráčka              | Stát      | Hráčka              | WTA  | Nasazení |
| -------------------------------------------------------------------------- | ------------------- | --------- | ------------------- | ---- | -------- |
| Japonsko                                                                   | Miju Katová         | Japonsko  | Makoto Ninomijová   | 75.  | 1.       |
| Španělsko                                                                  | Lara Arruabarrenová | Slovinsko | Dalila Jakupovićová | 82.  | 2.       |
| USA                                                                        | Asia Muhammadová    | USA       | Maria Sanchezová    | 119. | 3.       |
| Japonsko                                                                   | Nao Hibinová        | USA       | Desirae Krawczyková | 120. | 4.       |
| Žebříček WTA k 18. březnu 2019; číslo je součtem umístění obou členek páru |                     |           |                     |      |          |

### Jiné formy účasti
Následující páry obdržely divokou kartu do hlavní soutěže:
- Jovana Jakšićová /  Renata Zarazúaová
- Victoria Rodríguezová /  Ana Sofía Sánchezová

### Odhlášení
před zahájením turnaje
- Christina McHaleová (poranění prstu)

## Přehled finále

### Ženská dvouhra
- Garbiñe Muguruzaová vs.  Viktoria Azarenková, 6–1, 3–1skreč

### Ženská čtyřhra
- Asia Muhammadová /  Maria Sanchezová vs.  Monique Adamczaková /  Jessica Mooreová, 7–6(7–2), 6–4